# Goguette
La goguette è un termine che indica una pratica della musica francese consistente nell'inserire un testo che può avere un carattere politico e contestatorio su una melodia popolare preesistente o inventato. Il nome però indica anche le società grazie alle quali il genere musicale nacque.

## Storia della goguette
La goguette nacque in Francia intorno ai primi anni dell'Ottocento, grazie a delle società di canto - dette anch'esse Goguettes, al plurale - fra loro con dichiarati intenti di denuncia contro il Governo o la Chiesa cattolica: le canzoni interpretate esprimevano la denuncia sociale di chi praticava segretamente la fronda.
Tra i maggiori esponenti del genere vi furono personaggi attivi non direttamente in campo politico ma in quello sociale, con intenti satirici e di opposizione: tra i più famosi si ricordano Pierre Laujon, Gustave Leroy, Émile Debraux, Charles Gille, Émile de La Bédollière, Jean-Baptiste Clément ed Eugène Pottier. Recentemente il repertorio è stato ripreso e cantato da Christian Paccoud, che ne ha garantito la diffusione e la conoscenza. Tutti potevano, tuttavia, improvvisarsi cantanti di goguette: le società, pur segrete, erano libere e aperte al contributo di chiunque volesse partecipare. La diffusione delle società, seppur non documentata, pare fosse capillare, a giudicare dal repertorio a noi oggi giunto.
Come genere musicale, la goguette perse d'importanza nel XX secolo, per la nascita di altri tipi di generi di protesta prima, e per la caduta della censura poi.

## Temi
La costituzione libera e segreta dei gruppi di cantori permise alla goguette di prendere di mira i più disparati temi in campo sociale e politico, con particolare riguardo a temi cari all'anarchismo, di cui le società di cantori furono la culla e la fucina di idee nella Francia del XIX secolo.